# Christiane Knetsch
Christiane Knetsch (n. 24 august 1956, Brandenburg an der Havel, Potsdam District⁠(d), RDG) este o canotoare ce a reprezentat Republica Democrată Germană, medaliată olimpică. A participat la 2 ediții ale Jocurilor Olimpice (1976, 1980) în care a câștigat două medalii de aur.